# Cruéjouls

Cruéjouls este o comună în departamentul Aveyron din sudul Franței. În 1 ianuarie 2018 avea o populație de 404 de locuitori.